# Josep Maria Vilaseca i Aguilera
Josep Maria Vilaseca i Aguilera (Igualada, 19 de gener de 1831 - Ciutat de Mèxic, 3 d'abril de 1910) fou un religiós català, fundador a Mèxic de la Companyia de Missioners Josefins i de la Germanes Josefines, Ha estat proclamat servent de Déu per l'Església catòlica.

## Biografia
Nascut a Igualada, fill de Jaume Vilaseca, sastre i de Francesca Aguilera, fou batejat a la parròquia de Santa Maria d'Igualada pel reverend Joan Morell, amb els noms de Josep Jaume i Sebastià, essent padrins Josep Vilaseca, marxant de Montbui, avi patern, i Magdalena Rovira, de Vilafranca, tia materna.
Finalitzà els seus estudis mitjans a Barcelona, ja que la seva família s'havia traslladat cercant millors llocs de treball. El seu pare ingressà com a supervisor d'una fàbrica de filats on l'adolescent Josep treballà, tenint al seu càrrec una màquina de filar. A les nits estudiava matemàtiques i dibuix lineal a les escoles patrocinades per la Junta de Comerç de Barcelona. El seu pare volia que aprengués l'ofici de mecànic.
Freqüentà l'Associació de Sant Lluís Gonzaga. Aquest grup de joves va despertar la seva vocació sacerdotal. L'any 1847 va deixar el seu treball en la fàbrica i sol·licità el seu ingrés a l'escolania de la parròquia de Santa Anna on era rector Santiago Canals Linás, antic religiós paül qui el va formar en la ciència i en la virtut. Va prendre com confessor i director al reverend Agustí Cruz, que el va ajudar a ingressar al Seminari Conciliar de Barcelona com alumne extern.

### Anada a Mèxic
En el seminari de Barcelona descobrí la seva vocació missionera, gràcies a la invitació del Pare Armengol, religiós paül, que buscava religiosos per a Mèxic. Després d'un període de maduració de tres anys i d'haver obtingut el permís dels seus pares i d'haver renunciat a la seva herència en favor d'un germà menor, l'any 1852 va partir cap a Mèxic com a missioner paül de la Congregació de la Missió.
Arribà a Veracruz el 10 de març i ingressà al noviciat dels paüls el 2 d'abril de 1853. Va professar com religiós el 3 d'abril de 1855 i va afegir el nom de Maria al seu propi nom. Rebé l'ordenació sacerdotal el 20 de desembre de 1856, de mans del bisbe Garza i Ballesteros, posant a Sant Josep com a padrí de la seva Primera Missa. Començà com a sacerdot en una època difícil per a l'Església local, ja que el 1857 va ser jurada la Constitució política del nou Estat mexicà, amb la separació Església - Estat i la declaració d'una educació laica i obertament anti-catòlica. El poble estava abandonat amb ignorància, degeneració moral, penúria, corrupció, relaxació del clergat, retirada dels Instituts Religiosos, apostasia i la penetració de sectes protestants i lògies maçòniques. Els deu primers anys com a sacerdot els dedicà a missions populars.

### LaBiblioteca Religiosa, la devoció a Sant Josep i la formació de clergues
Des del noviciat havia iniciat uns apunts personals, que anomenà vademècum, una biblioteca amb els principals temes per a l'exercici de la seva tasca. El seu esperit evangelitzador el portà a crear l'any 1869 la Biblioteca Religiosa com a impremta clandestina i la xifra d'exemplars publicats fou de 800.000, defensant la fe catòlica i la devoció a la Verge Maria.
El 8 de desembre de 1870, el Papa Pius IX proclamà a Sant Josep com a Patró de l'Església Universal. L'igualadí fou un ferm devot del sant, i al març de 1871 predicà el mes de Sant Josep a la capella de Sant Vicenç. En finalitzar la predicació del mes es proposà editar una revista que difongués la figura de Sant Josep, que anomenà El Propagador de la devoció al Senyor Sant Josep i a la Sagrada Família, i que encara s'edita actualment. Establí l'Associació dels devots del Senyor San José i el 1872 edità el butlletí titulat El Sacerdoci Catòlic, per promoure les vocacions consagrades.
L'escassetat de sacerdots i l'abandonament dels pobles van motivar al Pare Vilaseca per a proposar als seus superiors la creació d'un centre d'estudis eclesiàstics a l'Arxidiòcesi de Mèxic. Amb el permís de l'Arquebisbe de Mèxic i el suport dels seus superiors el 19 de setembre de 1872 va fundar el Col·legi Clerical del Senyor Sant Josep, per formar clergues que dediquessin atenció a les parròquies. Començà modestament amb 12 nois, però quan l'any 1885 va lliurar a l'Arquebisbe el Col·legi, aquest havia donat 55 sacerdots, un personal format per 46 teòlegs, 35 gramàtics i 36 filòsofs, i 130 alumnes, que rebien formació conforme a les disposicions del Concili de Trento.

### Fundació de les congregacions josefines
El 19 de setembre de 1872, mateix dia de la fundació del Col·legi Clerical, va fundar la Congregació dels Missioners de Sant Josep. Els seus membres tenen com a fi la promoció del culte a Sant Josep i l'evangelització, preferentment de pobres i indígenes, mitjançant l'educació dels joves i les missions.
Tres dies més tard, el 22 de setembre de 1872 va fundar la Congregació de Germanes Josefines, amb l'ajuda de Cesárea Ruiz de Esparza y Dávalos, per a l'educació de la joventut, l'atenció als malalts i altres formes de caritat.
El Pare Vilaseca es dedicà a la formació dels seus fills mitjançant la relació personal, l'exemple de la seva vida i els seus escrits, en els que va deixar un ampli patrimoni espiritual. També impulsà missions populars, en les que participaren els sacerdots i alumnes del Col·legi Clerical i els primers Missioners Josefins. Va establir missions entre els indígenes tarahumares (1894), yaquis (1896), huichols i lacandons. Va fundar col·legis i escoles per a formar infants i joves.
El 19 de maig de 1873 fou empresonat i exiliat del país durant un any, a causa dels seus atacs al protestantisme i a la maçoneria. Durant aquest any va visitar Roma i va conèixer al Papa Pius IX. Retornà a Mèxic el gener de 1875, i els seus superiors paüls li plantejaren una difícil disjuntiva: abandonar les obres josefines o la Congregació de la Missió. Després de consultar l'arquebisbe D. Pelagio Antonio de Labastida y Dávalos, va decidir dedicar-se plenament als seus Missioners Josefins, a les Josefines i a les altres obres que havia fundat. Professà como Missioner Josefí el 25 de gener de 1877.
L'any 1885 va lliurar el Col·legi Clerical, per ordre de l'Arquebisbe de Mèxic. A partir d'aquell moment es dedicà plenament a les seves obres josefines i a la formació dels seus missioners, establerts a la colònia Santa Maria la Ribera, on hi ha la casa mare dels Missioners Josefins des de 1877 i el temple de la Sagrada Família que el Pare Vilaseca va manar construir el 1899. La Congregació dels Missioners de San Josep va rebre el Decretum Laudis el 20 d'agost de 1897, i l'Aprovació definitiva pontifícia el 27 d'abril de 1903, i les Germanes Josefines ho reberen el 18 de maig d'aquell mateix any.
El Pare Vilaseca va morir el 3 d'abril de 1910 a l'Hospital Escandón, a Tacubaya, actualment un barri de la ciutat de Mèxic. Culminà la seva missió dient: "Jesús, Maria i Josep, anem-nos". Les seves restes descansen en el temple de la Sagrada Família que ell va manar construir.

## Posteritat

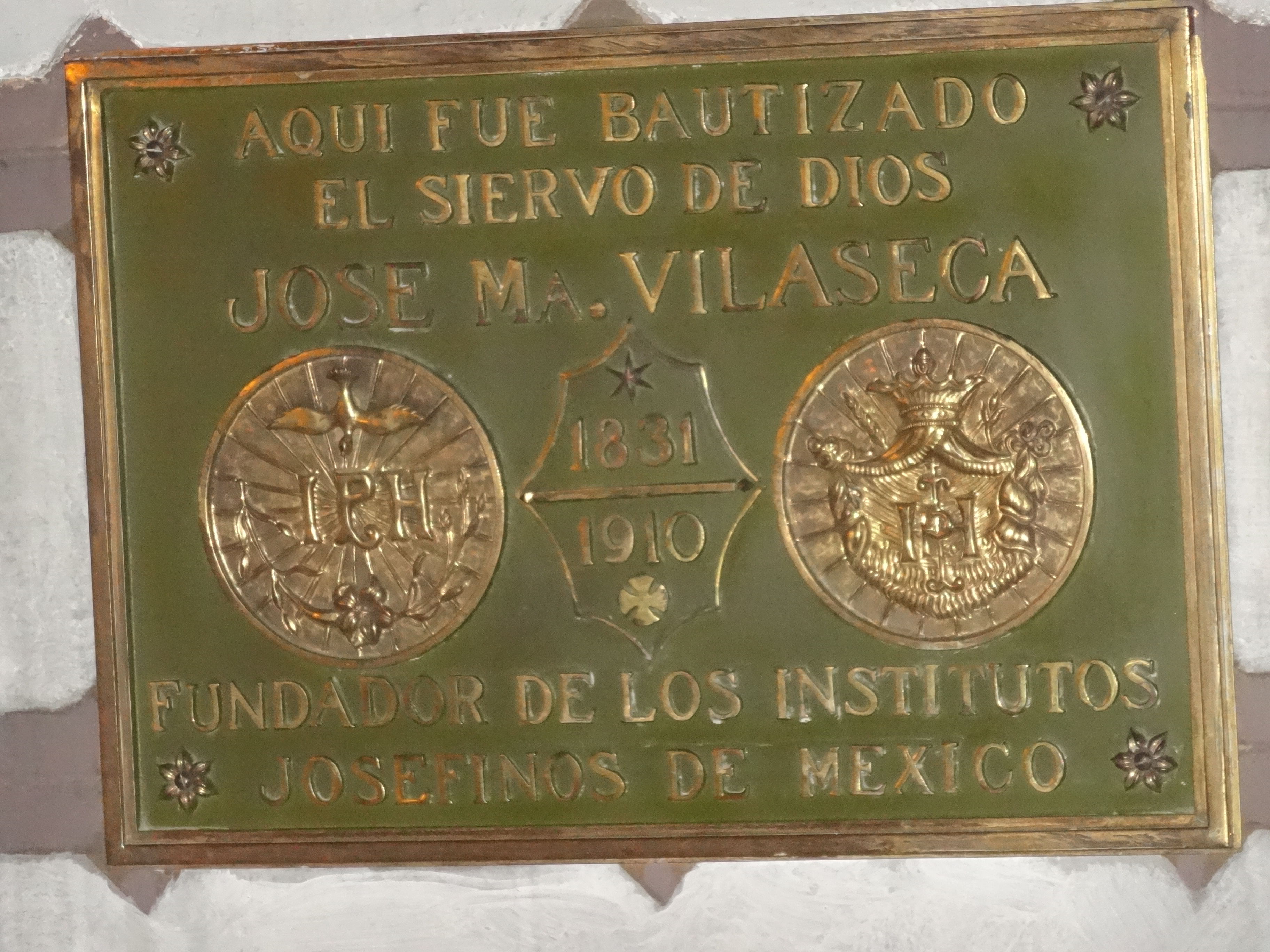
Placa a la Basílica de Santa Maria d'Igualada que recorda el seu baptisme.

Segons Miquel Solà i Dalmau, el Pare Vilaseca era un home de complexió robusta i dotat d'una activitat inaudita, poc propens a malalties, i amb gran resistència per al treball, intel·ligent i compassiu.
L'any 1938 s'obrí el procés per a la seva canonització i ha estat proclamat servent de Déu. A Igualada, una placa al baptisteri de la basílica de Santa Maria recorda el seu baptisme i la residència d'ancians Pare Vilaseca, inaugurada el 1987, porta el seu nom.